# Erling Dinesen
Erling Dinesen (ur. 25 lutego 1910 w Næstved, zm. 17 września 1986 w gminie Gentofte) – duński polityk i związkowiec, deputowany Folketingetu i poseł do Parlamentu Europejskiego, trzykrotny minister pracy.

## Życiorys
Syn Juliusa Dinesena i Anny Kristine Nielsen. W 1929 zdał egzamin w zawodzie asystenta sprzedaży, początkowo pracował w miejscowych kooperatywach. Od 1937 zatrudniony w zrzeszeniu pracowników biurowo-technicznych, od 1949 do 1963 kierował tą organizacją na poziomie krajowym, zasiadał też we władzach jej międzynarodowego oddziału. Zasiadał w ciałach doradczych różnych instytucji związanych z polityką krajową i rynkiem pracy.
Zaangażował się w działalność polityczną w ramach Socialdemokraterne, należał jej władz krajowych, a od października 1972 do września 1973 tymczasowo kierował nią po rezygnacji Jensa Otto Kraga. Od 1943 do 1946 radny miejski Roskilde. W latach 1964–1979 poseł do Folketingetu. Trzykrotnie pełnił funkcję ministra pracy w rządach Jensa Otto Kraga i Ankera Jørgensena (sierpień 1963–luty 1968, październik 1971–grudzień 1973, luty 1975–wrzesień 1976). Od sierpnia 1977 do lipca 1979 oddelegowany do Parlamentu Europejskiego, należał do frakcji socjalistycznej. Od 1980 kierował państwową radą ds. osób niepełnosprawnych.
Od 1942 był żonaty z Enid Madsen.